# 128 (tal)
128 är det naturliga talet som följer 127 och som följs av 129.

## Inom matematiken
- 128 är ett jämnt tal.
- 128 är ett defekt, nästan-perfekt tal
- 128 är ett Friedmantal med basen 10[2], eftersom 128 = 28-1.
- 128 är summan av Eulers fi-funktion för de tjugo första heltalen[3]
- 128 är ett frugalt tal i bas 10
- 128 är ett Nonaccital.
- 128 är ett Oktanaccital.
- 128 är ett Praktiskt tal.

## Inom vetenskapen
- 128 Nemesis, en asteroid

## Inom datorarkitektur
- 128-bit